# سفیدخانی (کوه)

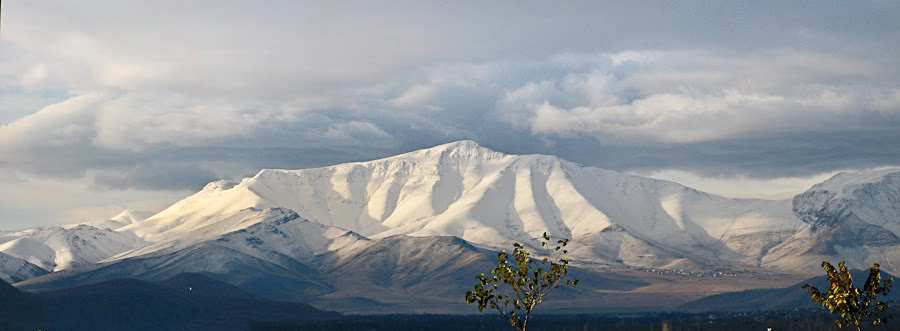
کوه سفیدخانی

سفیدخانی (ارتفاع ۳۱۱۸ متر) کوهی است واقع در رشته‌کوه راسوند غرب اراک در استان مرکزی ایران.
خانی در فارسی به معنای چشمه است.
غار سفید خانی یکی از غارهای واقع در استان مرکزی می‌باشد که در ۱۸ کیلومتری جنوب شهر اراک و در کوه سفید خانی قرار دارد.
از آنجا که برف فراوانی بر فراز این کوه می‌نشیند و حتی در تابستان نیز در برخی قسمت‌های کوه سفید خانی برف مشاهده می‌شود به آن سفید خانی گفته می‌شود.
در دامنه‌های این رشته کوه، چشمه‌های فراوانی دیده می‌شود که مشهورترین آن، چشمه چپقلی نام دارد.
یکی از زیبایی‌های غار سفید خانی وجود دود کش جن می‌باشد که در دهانه غار به صورت تنوره باز قرار دارد. همچنین این غار مملو از استالاکتیت‌های فراوانی می‌باشد که بر زیبایی غار افزوده است.
در این منطقه که جنوب شرق روستای سفید خانی می‌باشد، دو غار وجود دارد. یکی از این غارها را تنها با ابزار فنی می‌توان پیمود زیرا که دارای یک یا دو حلقه چاه طبیعی می‌باشد و برای فرود به داخل آن احتیاج به امکانات لازم است.
غاری که در نزدیکی دودکش جن است، بدون استفاده از ابزار فنی قابل دسترسی می‌باشد اما در درون غار گودال آبی وجود دارد که دارای عمق ۱٫۵ متر می‌باشد اما به صورت ناگهانی عمق آن افزایش می‌یابد؛ پس دقت کنید که وارد این گودال آب نشوید به ویژه در فصل بهار که مقدار آب آن بیشتر نیز می‌گردد.